# Pseudophilautus amboli
Pseudophilautus amboli é uma espécie de anfíbio da família Rhacophoridae. A espécie foi proposta como "Philautus sp. nov. Amboli Forest", sendo formalmente descrita em 2009. A espécie foi recombinada para Pseudophilautus amboli em 2009.
É endémica da Índia, onde pode ser encontra em poucas localidades na vizinhança de  Amboli e Amba no distrito de Sawantwadi, em Maharashtra, e Castle Rock, Londa, Jog Falls-Mavingundi, e Kudremukh-Malleshwaramno, em Karnataka, norte dos Gates Ocidentais. Os seus habitats naturais são: florestas subtropicais ou tropicais húmidas de baixa altitude e florestas secundárias altamente degradadas. Está ameaçada por perda de habitat.